# 约翰·克里斯汀·格奥尔·莱曼
约翰·克里斯汀·格奥尔·莱曼（Johann Georg Christian Lehmann，1792年2月25日—1860年2月12日）为德国植物学家。